# Arbasus
Arbasus is een geslacht van hooiwagens uit de familie Travuniidae.
De wetenschappelijke naam Arbasus is voor het eerst geldig gepubliceerd door Roewer in 1935. 

## Soorten
Arbasus is monotypisch en omvat slechts de volgende soort:
- Arbasus caecus